# Episodi di Primal (seconda stagione)
La seconda stagione della serie animata Primal, composta da 10 episodi, è stata trasmessa negli Stati Uniti, da Adult Swim, dal 22 luglio al 16 settembre 2022.
| nº | Titolo originale         | Prima TV USA      |
| -- | ------------------------ | ----------------- |
| 1  | Sea of Despair           | 22 luglio 2022    |
| 2  | Shadow of Fate           | 22 luglio 2022    |
| 3  | Dawn of Man              | 29 luglio 2022    |
| 4  | The Red Mist             | 5 agosto 2022     |
| 5  | The Primal Theory        | 12 agosto 2022    |
| 6  | Vidarr                   | 19 agosto 2022    |
| 7  | The Colossaeus           | 26 agosto 2022    |
| 8  | The Colossaeus, Part II  | 2 settembre 2022  |
| 9  | The Colossaeus, Part III | 9 settembre 2022  |
| 10 | Echoes of Eternity       | 16 settembre 2022 |

## Sea of Despair
Determinato a salvare Mira dopo il suo rapimento, Spear tenta di nuotare dietro alla barca mentre urla freneticamente il suo nome, ma fallisce. Rifiutandosi di arrendersi, costruisce una zattera improvvisata con l'aiuto di Fang. I due salpano, e dopo alcuni giorni di navigazione, riescono a uccidere e a cibarsi di un grande Archelon, con il cui carapace Spear costruisce un rifugio. Giorni dopo, mentre raccolgono un banco di pesci preistorici, la zattera viene colpita da una tempesta; in quello stesso momento un Megalodon distrugge la loro nave. Dopo una lotta, Spear riesce ad accecare lo squalo, ma le onde violente separano lui e Fang. Portata a riva su una spiaggia sconosciuta, Fang si sveglia da sola e cerca Spear.

## Shadow of Fate
Separata da Spear in un continente sconosciuto, Fang esplora l'ambiente circostante e incontra Red, un Tyrannosaurus maschio rosso e grigio, con cui gareggia mentre caccia un Arsinoitherium prima di fare amicizia con lui. Nel frattempo, Spear, ferito e privo di sensi, si arena sulla spiaggia e viene trovato da dei guerrieri celtici, che lo portano al loro villaggio. Lì l'uomo, spaventato dallo strano nuovo ambiente, tenta violentemente di scappare nonostante sia inseguito dai guerrieri fino a quando il capo del villaggio non ferma il gruppo e offre cibo e acqua a Spear, guadagnando la sua fiducia. Mentre la sciamana cura le ferite di Spear, Red e Fang stringono un rapporto sempre più intenso, e un giorno, il primo conduce la seconda al villaggio per attaccare gli abitanti. Spear e Fang si riuniscono e Fang cerca di impedire a Spear e Red di farsi del male a vicenda, inutilmente. Mentre Spear e gli abitanti del villaggio combattono Red, Fang tenta di proteggere Spear, ma uccide accidentalmente il suo nuovo amico spingendolo su una appuntita palizzata di legno. Dopo aver confortato il morente Red, una depressa Fang lascia il villaggio con Spear pieno di rimorsi al suo seguito, nonostante il capo provi a convincerlo a restare.

## Dawn of Man
Mentre Spear e Fang, che stanno ancora piangendo la morte di Red, si riparano dalla pioggia in una grotta, Spear scopre pitture rupestri. Il giorno successivo, egli trova una valle brulicante di Megaloceros e bisonti giganti e ha visioni delle persone delle pitture rupestri. Dopo aver acquisito una nuova lancia da un vicino villaggio distrutto e abbandonato, Spear provvede a cercare cibo per se stesso e per Fang. Più tardi quella notte, i due amici vengono attaccati da una coppia di guerrieri vichinghi che cavalcano orsi delle caverne. Sebbene Spear venga ferito, i due riescono a sconfiggere sia gli orsi che uno dei Vichinghi. Riconoscendo il sigillo dello scorpione sullo scudo del guerriero rimasto, Spear chiama il nome di Mira. Il vichingo fugge, ma Fang lo uccide mentre Spear prende la sua spada. I due seguono le tracce degli orsi fino ad un piccolo villaggio, dove Spear trova un gruppo di schiavi e si riunisce con Mira, che è felice di sentirlo parlare. Egli cerca di convincere Mira ad andarsene, ma lei si rifiuta di lasciare indietro gli altri schiavi. Dunque Spear e Mira conducono gli altri fuori dal villaggio prima che il cavernicolo senta qualcosa ringhiare nella nebbia vicina.

## The Red Mist
Un esercito di guerrieri vichinghi a cavallo dei loro orsi emerge dalla nebbia, e si scatena una furiosa battaglia tra loro e Spear, Fang e Mira stessa - la quale riesce a decapitare uno dei soldati - mentre gli altri schiavi fuggono liberi. Una sentinella, però, accorgendosi del trambusto, chiama a raccolta tutti gli abitanti del villaggio, tra cui vecchi, donne e bambini armati fino ai denti. Il dinosauro e il cavernicolo sono sopraffatti, con Fang ferita da una guerriera, Rikka, mentre Spear, nel tentativo di toglierselo di dosso, uccide involontariamente il figlio di Rikka. Visibilmente turbato da ciò che ha fatto, Spear cerca insieme a Fang di andare via senza farsi vedere sotto la copertura di una nebbia rossa, ma i guerrieri li scoprono e li crivellano di frecce; senza più via di fuga, i due cedono alla loro rabbia e massacrano Rikka e tutti gli altri guerrieri prima che tornino in sé e scappano con Mira usando una barca rubata. Qualche ora dopo, un'altra barca arriva con a bordo il capo dei vichinghi, Vidarr, suo figlio maggiore Eldar e un piccolo gruppo di schiavi. Dopo aver scoperto il massacro, rimangono sconvolti dalla perdita non solo del loro clan ma della loro intera famiglia. Procedono a seppellire i vari membri, liberano gli schiavi e danno alla loro famiglia defunta un funerale cerimoniale in nave. In cerca di vendetta, salpano per dare la caccia ai responsabili della distruzione del loro villaggio.

## The Primal Theory
Nel 1890 in Inghilterra, un biologo di nome Charles cerca senza successo di difendere la sua teoria sull'evoluzione ai suoi colleghi scienziati Lord Darlington, Blakely, Bertie e Giroud. Charles ipotizza che, nella giusta situazione, qualsiasi persona regredirebbe alle proprie radici primitive per sopravvivere, cosa che Darlington liquida come una follia. La serata viene interrotta quando un detenuto cannibale, evaso da un vicino manicomio, irrompe in casa, uccide il maggiordomo e inizia a cibarsi ogni persona all'interno. Con l'avanzare della notte, i sopravvissuti imbracciano le armi della collezione di Darlington, come pistole, spade e frecce. Uno dopo l'altro, gli ospiti vengono eliminati o uccisi dal folle brutale, lasciando solo Charles e Darlington rimasti. Inseguono il detenuto nella serra, ma lui li sopraffa e inizia a cannibalizzare Charles. In un impeto di rabbia primordiale, Darlington attacca e uccide il detenuto con un enorme osso e una lancia. Tornando in sé, Darlington rimane sconvolto dalla sua azione, mentre Charles afferma trionfante la validità della propria teoria.

## Vidarr
Mira si prende cura di Spear e Fang feriti durante la loro navigazione, ma vengono attaccati da Vidarr ed Eldar. Mentre Mira prende il comando del drakkar, Eldar viene gettato in mare, costringendo il capotribù ad abbandonare la lotta per salvarlo. Il trio è costretto ad attraccare per riparare la nave per un giorno, durante il quale Spear si rende conto che Fang sta per deporre una covata di uova dopo il suo tempo con Red e la aiuta con entusiasmo a prepararsi. Nel frattempo, Vidarr si prende cura delle ferite sue e di Eldar. Quella notte, i suoi sogni sono perseguitati da una minacciosa figura con le corna. Il giorno successivo, Fang depone le sue uova, ma non permette a Spear di avvicinarsi a loro, mentre i vichinghi sopravvissuti montano con la forza due Argentavis per attaccare il trio. Spear e Mira combattono mentre Fang protegge le sue uova. La battaglia si sposta poi in cielo, dove Vidarr ed Eldar cadono dalle loro cavalcature. Il primo sopravvive, ma assiste impotente alla morte del figlio. Rimasto senza nulla per cui combattere, il capotribù in lutto si lascia spazzare via dal fiume. Spear e Mira tornano a terra e si riuniscono con Fang, che permette loro di avvicinarsi alle sue uova.

## The Colossaeus
Vidarr soccombe alle sue ferite, e vede tre valchirie avvicinarsi a lui dal cielo. Prima che possano condurlo nel Valhalla, viene trascinato da dei goblin a Muspelheim e portato davanti a Surtr, la divinità infernale apparsa nei suoi sogni, che gli propone un patto, in virtù del quale gli restituirà l'anima del figlio Eldar in cambio di quelle di Spear e di Fang. Il capotribù è d'accordo e dopo una brutale trasformazione diviene un terribile gigante del fuoco. Nel frattempo, Mira, Spear e Fang salpano per riunirsi con il popolo di Mira, ma incontrano una nave da guerra grande come una città, e vengono attaccati da guerrieri egizi. Spear e Mira sconfiggono molti di loro, finché non interviene un enorme e massiccio guerriero africano di nome Kamau. Il combattimento che ne segue porta alla distruzione di una delle uova di Fang e la tirannica regina nonché capitano della nave Ima prende in ostaggio le restanti due. Spear e Fang sono imprigionati sotto coperta insieme a Kamau, che scoprono essere uno schiavo, mentre Mira è imprigionata con altre donne. Ima usa le uova di Fang come leva per costringere Fang e Spear a unirsi a Kamau e ai suoi soldati nell'assedio di una città babilonese. Sebbene riluttante, la coppia riesce a sterminare l'esercito avversario e sfonda con successo le porte della città mentre il re babilonese esce dal suo palazzo.

## The Colossaeus, Part II
Il capotribù emerge dagli inferi nella sua forma demoniaca e inizia a cercare il gruppo. Nel frattempo, dopo che i soldati di Ima uccidono il re babilonese, Spear scopre che Kamau combatte per la regina solo perché lei tiene in ostaggio sua figlia Amal. Dopo che Spear, Fang e Kamau hanno devastato città cinesi, slave e romane e combattuto una flotta filistea, incontrano un pacifico villaggio indù che offre loro tributi, ma Ima costringe comunque un riluttante Kamau a massacrarne gli abitanti, cosa che lo traumatizza. Quella notte, Spear evade dalla sua cella, e dopo aver cercato di convincere invano Kamau a scappare, si mette alla ricerca delle uova di Fang. Trova Ima, che costringe Mira a ballare per lei, con le uova e Amal accanto al suo trono. Spear tiene a bada le guardie mentre Mira salva le uova e la figlia di Kamau. Combattendo attraverso la nave, le uova si schiudono e i piccoli stridono, incitando Fang a fuggire dalla sua cella. Mentre Kamau evade per indagare sul caos, il gruppo in inferiorità numerica è costretto ad arrendersi quando Ima cattura nuovamente i piccoli e Amal, davanti agli occhi esterrefatti dell'enorme uomo.

## The Colossaeus, Part III
Un flashback descrive in dettaglio come Kamau e Amal vivevano pacificamente in una tribù africana di agricoltori e allevatori fino all'invasione da parte di Ima e i suoi soldati. Nel presente, Ima ordina a Kamau di giustiziare Fang ma, rendendosi conto del fatto che non sarà mai libero e in pace se continua a uccidere innocenti per la tiranna, decide finalmente di ribellarsi e libera il dinosauro, che si riunisce con i suoi piccoli mentre Spear e Mira combattono i guerrieri di Ima. Ima tenta di uccidere Amal, ma Kamau la salva e scopre il resto della sua tribù prigioniero e schiavizzato ai remi nel ponte inferiore della nave. Mentre Spear combatte una battaglia persa contro Ima, la lancia di un guerriero ferisce uno dei piccoli di Fang. Mira e Spear recuperano i piccoli e saltano fuori bordo per scappare, con Fang che li segue a ruota. Kamau incita il suo popolo a liberarsi e scaraventa Ima giù dalla nave, ponendo fine al suo regno di terrore. Spear, Fang e Mira prendono il controllo di una nave più piccola, liberando gli schiavi all'interno. Alla fine, Kamau e Amal ringraziano i protagonisti per il loro aiuto e prendono il controllo della nave per tornare nella loro patria, non prima di aver visto il capotribù demoniaco camminare sull'acqua, seguendo le tracce di Spear, Fang e Mira.

## Echoes of Eternity
Spear sogna di un triste episodio della sua infanzia, in cui un branco di smilodonti ha attaccato la sua tribù e ucciso suo padre prima che sterminasse le bestie nonostante la tenera età e diventasse il nuovo leader. Il sogno finisce quando Mira annuncia contenta l'arrivo nella sua terra natale, ma si rattrista ricordando come i vichinghi uccisero i suoi cari e la resero schiava, e come fuggì approfittando di una tempesta. Dopo un giorno di viaggio il gruppo si accampa in una grotta, dove Spear si unisce a Mira nella preghiera alla luna. La mattina successiva, Mira si riunisce con la sua tribù nubiana e suo padre indice una gioiosa festa quella notte, dopodiché la donna offre rifugio a Spear, Fang e ai suoi piccoli. Il giorno successivo Vidarr attacca il villaggio e insegue Spear e Fang fin sull'orlo di un burrone. Lì lancia una fiammata a Fang, che però riesce a spegnerla rotolandosi per terra, e Spear, determinato a proteggere lei e il villaggio anche a costo della vita, si scaglia rabbiosamente sul demone scaraventandolo giù dalla montagna, ustionandosi gravemente. Una volta a terra, prima che il capoclan possa cantar vittoria, Surtur, come punizione per non essere riuscito a uccidere entrambi i protagonisti, lo priva dei suoi poteri e lo trascina a Muspelheim per sempre. La notte stessa, lo sciamano del villaggio riesce a curare Fang, ma non è in grado di aiutare Spear per la gravità delle sue ferite. Mira, resasi conto di come Spear si sia sempre sentito solo al mondo dopo la perdita della sua famiglia, decide di dargli una discendenza, anche perché si è innamorata, facendo l'amore con lui, che muore poco dopo. Anni più tardi, Fang e la sua prole, ormai adulta, rimangono nel villaggio di Mira. La figlia di Spear e Mira, ora adolescente e in groppa ad uno dei figli di Fang, condivide uno sguardo fiero con sua madre prima che lei e la sua cavalcatura emettano un potente ruggito.